# Nhà xuất bản Đại học Yale

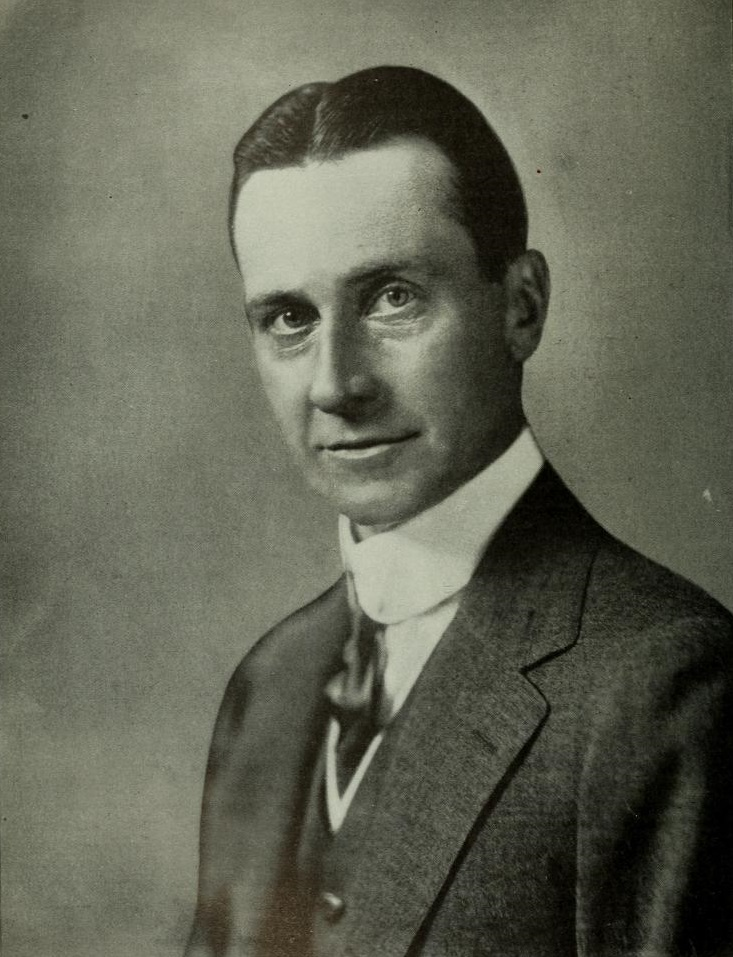
George Parmly Day, người sáng lập Nhà xuất bản Đại học Yale

Nhà xuất bản Đại học Yale là một đơn vị xuất bản liên kết với Đại học Yale. Được George Parmly Day thành lập vào năm 1908, nhà xuất bản này trở thành một khoa chính thức trực thuộc Đại học Yale vào năm 1961. Mặc dù là một khoa của trường đại học nhưng nó vẫn tự chủ về mặt tài chính và độc lập về mặt hoạt động.
Tính đến năm 2020, Nhà xuất bản Đại học Yale đã xuất bản mỗi năm khoảng 300 cuốn sách bìa cứng và 150 cuốn sách bìa mềm mới, đồng thời có một danh mục gồm 5.000 cuốn sách đang in. Các quyển sách do nhà xuất bản in ra đã giành được năm Giải thưởng Sách Quốc gia Hoa Kỳ, hai Giải thưởng của Hội Nhà phê bình Sách Quốc gia và tám Giải Pulitzer.
Nhà xuất bản Đại hoc Yale có các văn phòng ở New Haven, Connecticut và London, Anh. Đây cũng là tòa soạn báo đại học duy nhất của Mỹ có hoạt động xuất bản toàn diện ở Châu Âu. Bên cạnh đó, Nhà xuất bản Đại học Yale còn là nhà đồng phân phối của TriLiteral LLC bên cạnh MIT Press và Nhà xuất bản Đại học Harvard. TriLiteral sau đó đã được bán cho LSC Communications vào năm 2018.